# 学生警察团 (马来西亚)
学生警察团是马来西亚教育中学制度的一个学生制服团体，由教育部和皇家警察联合指导，旨在向学生灌输纪律并帮助遏制负面活动。

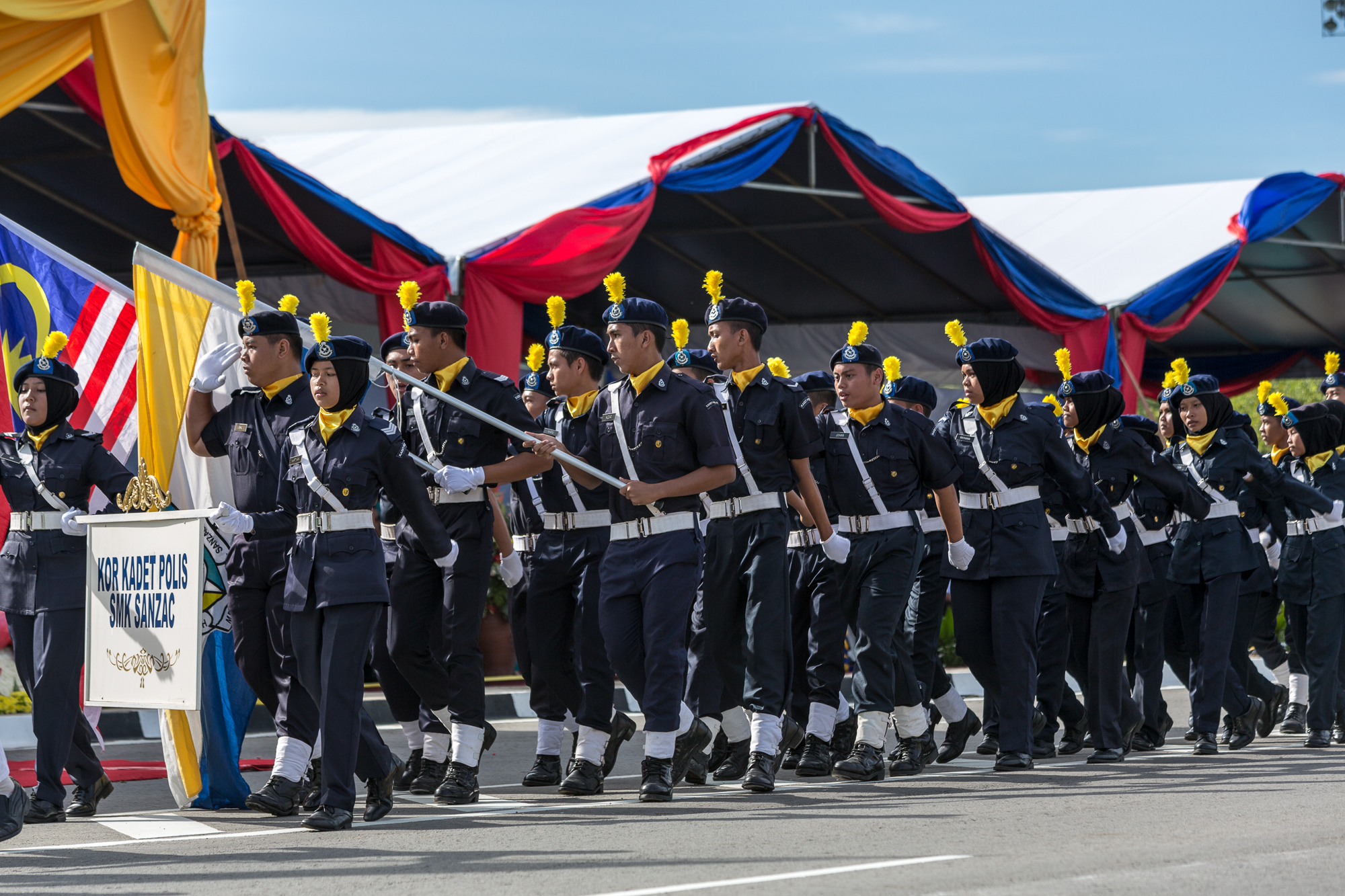
在國慶日步操中的學生警察團

## 历史
马来西亚第二任全国警察首长敦莫哈末沙烈（Tun Mohamed Salleh bin Ismail）提出创立学生警察团的想法，他于1970年3月2日主持成立学生警察团时，演讲内容曾经表示：
总体目标是使学员在未来成为负责任的公民，必须在他的同事、朋友和家人中，产生强大而健全的影响力，以便在未来的岁月里，产生新一代的开明与良好公民，为国家建设做出贡献。

## 宗旨
学生警察团的成立目的，包括：
- 培养青年在“国家建设”中的作用
年轻一代被视为民族和国家的希望，他们将成为国家在经济、政治和创新等各个方面发展的中坚力量。学生警察团旨在塑造一个纪律严明、受过良好教育和负责任的社会青年。
- 作为学校的课外活动
培养学生在社会、情感、道德、心理和身体上健全发展；让在校学生学习到责任、领导素质和智慧；以及丰富学生的空闲时间。

## 组织架构
学生警察团奠基于《1967年警察法令》第11部分，全国中学校都有成立学生警察团，其组织架构仿效正规警察的组织架构。
学生警察团的基础单位分为中队（kompeni）和小队（platun）。每个中队由4个小队组成，由一名中队指挥官领导，阶级为助理警监（ADP/K），该职位由县教育局官员或高级教师担任，并可由一名警长（INSP/K）担任副官、一名副警长（SI/K）和两名高级曹长（SM/K）协助。学生警察中队的总部，将设在其所在地的警区总部。
每个小队由35名成员组成，成员来自同一所中学校，其中包括一名警长（INSP/K）、一名曹长（SJN/K）和三名伍长（KPL/K）。警长的职位由学校教师担任，其他职位是学校学生。每间学校只可以设立一支男生小队，以及一支女生小队；每个小队只能由全部男生，或者全部女生组成，不能男女混合在一起。

## 成员人数
学生警察团的招生对象，是14至21岁体格健康的中学生。2018年教育部统计，全国1,749所中学有144,491名男学生警察、116,166名女学生警察，成员来自不同族群。